# Ali Farah Assoweh
Pour les articles homonymes, voir Silay.
Ali Farah Assoweh, né le 21 juin 1965 à Djibouti[réf. nécessaire], dans la côte française de Somalie (actuellement en république de Djibouti), est un homme politique djiboutien, membre du gouvernement d’Abdoulkader Kamil Mohamed.

## Biographie
Avec une formation d’économiste, membre du Rassemblement populaire pour le progrès (RPP), il est nommé par le président Ismaïl Omar Guelleh ministre de l'économie et des Finances, chargé de la planification et de la privatisation dans le gouvernement de Dileita Mohamed Dileita, le 22 mai 2005, puis, le 12 mai 2011 ministre de la Justice, des Affaires pénitentiaires, chargé des Droits de l’homme. Occupant la deuxième place dans l’ordre protocolaire gouvernemental, derrière le premier ministre djiboutien, il est reconduit aux mêmes fonctions dans le gouvernement d’Abdoulkader Kamil Mohamed, le 30 mars 2013.

## Droits de l’homme
Ali Farah Assoweh représentait le gouvernement djiboutien à la 16e session de l’Examen périodique universel (EPU), à Genève, en 2013. Le conseil a constaté les efforts entrepris en matière de droits et engagé le gouvernent djiboutien à poursuivre dans cette voie. 
Cependant, en juillet 2013, une résolution du Parlement européen demande au gouvernement djiboutien « de mettre un terme à la répression des opposants politiques » et « de veiller au respect des droits de l’homme » à la suite des élections législatives de 2013. Ali Farah Assoweh rejette « [ces] allégations mensongères » le 9 juillet 2013.

## Fonctions gouvernementales
- 22 mai 2005 — 12 mai 2011 : ministre de l'économie et des Finances, chargé de la planification et de la privatisation
- depuis le 12 mai 2011 : ministre de la Justice, des Affaires pénitentiaires, chargé des Droits de l’homme